# Boubacar Traoré (football)
Pour les articles homonymes, voir Boubacar Traoré (homonymie) et Traoré.
Boubacar Traoré, né le 20 août 2001 à Bamako, est un footballeur malien qui joue au poste de milieu de terrain au FC Metz, en prêt de Wolverhampton Wanderers.

## Biographie

### En club

#### FC Metz (2019 - 2023)
Le joueur signe au FC Metz, en Lorraine, en provenance de l'AS Bamako au Mali. Directement, le joueur intègre le groupe professionnel lors de la saison 2019-20. Il figure à plusieurs reprises sur la feuille de match, sans toutefois faire ses débuts avec les Lorrains,,.
Malgré ses présences répétées dans l'effectif, il est freiné par des blessures, notamment au début de la saison 2020-21,,.
Le joueur fait finalement ses débuts professionnels au FC Metz le 10 mai 2021, remplaçant Kévin N'Doram lors d'un match de Ligue 1 à domicile contre Nîmes. Il marque le premier but de sa carrière professionnelle lors de son 2e match face à Lorient d'une frappe de 35 mètres.

#### Wolverhampton Wanderers (depuis 2022)
En fin de mercato estival, le joueur est prêté durant un an avec une option d'achat de 11M€ au Wolverhampton Wanderers, club de Premier League en Angleterre. Possédant un fort potentiel, l'option d'achat est levé dès le 1er février 2023, transformant le prêt en transfert définitif à compter du 1er juillet 2023. Il s'engage ainsi pour quatre ans (avec une année supplémentaire en option) avec le club anglais,.
En août 2024, le joueur est contraint de sortir sur blessure face au Burnley FC en Carabao Cup. Après des examens médicaux, le joueur doit subir une opération rapide. Son absence des terrains de football est estimée à 4 mois minimum.

#### Prêt au FC Metz (depuis 2025)
Le 24 juillet 2025, désireux de se relancer après sa blessure, le joueur est de retour en Moselle au sein du FC Metz pour un prêt d'un an.

### En sélection
Avec les moins de 20 ans, il participe à la Coupe d'Afrique des nations des moins de 20 ans en 2019. Il est titulaire lors de cette compétition organisée au Niger, disputant les cinq matchs de son équipe. Le Mali remporte le tournoi en battant le Sénégal en finale, après une séance de tirs au but. Il se met en évidence notamment lors de cette dernière rencontre, en ouvrant le score de son équipe.
Par la suite, avec les moins de 23 ans, il participe à la Coupe d'Afrique des nations des moins de 23 ans en fin d'année 2019. Il joue trois matchs lors de cette compétition organisée en Égypte, avec pour résultats trois défaites. Le 2 janvier 2024, il est retenu dans la liste des vingt-sept joueurs maliens sélectionnés par Éric Chelle pour disputer la Coupe d'Afrique des nations 2023.

## Statistiques
| Saison                | Club                           | Championnat           | Championnat | Championnat | Championnat | Coupe nationale | Coupe nationale | Coupe nationale | Coupe de la Ligue | Coupe de la Ligue | Coupe de la Ligue | Play-offs | Play-offs | Play-offs | Total | Total | Total |
| Saison                | Club                           | Division              | M.          | B.          | P.d.        | M.              | B.              | P.d.            | M.                | B.                | P.d.              | M.        | B.        | P.d.      | M.    | B.    | P.d.  |
| 2020-2021             | FC Metz                        | Ligue 1               | 2           | 1           | 0           | -               | -               | -               | -                 | -                 | -                 | -         | -         | -         | 2     | 1     | 0     |
| 2021-2022             | FC Metz                        | Ligue 1               | 27          | 1           | 1           | 1               | 0               | 0               | -                 | -                 | -                 | -         | -         | -         | 28    | 1     | 1     |
| 2022-2023             | FC Metz                        | Ligue 2               | 3           | 0           | 0           | -               | -               | -               | -                 | -                 | -                 | -         | -         | -         | 3     | 0     | 0     |
| Sous-total            | Sous-total                     | Sous-total            | 32          | 2           | 1           | 1               | 0               | 0               | -                 | -                 | -                 | -         | -         | -         | 33    | 2     | 1     |
| 2022-2023             | Wolverhampton Wanderers (prêt) | Premier League        | 10          | 0           | 1           | -               | -               | -               | 1                 | 1                 | 0                 | -         | -         | -         | 11    | 1     | 1     |
| 2023-2024             | Wolverhampton Wanderers        | Premier League        | 24          | 0           | 0           | 1               | 0               | 0               | 2                 | 0                 | 0                 | -         | -         | -         | 27    | 0     | 0     |
| 2024-2025             | Wolverhampton Wanderers        | Premier League        | 1           | 0           | 0           | 1               | 0               | 0               | 1                 | 0                 | 0                 | -         | -         | -         | 3     | 0     | 0     |
| 2025-2026             | FC Metz                        | Ligue 1               | 1           | 0           | 0           | -               | -               | -               | -                 | -                 | -                 | -         | -         | -         | 1     | 0     | 0     |
| Total sur la carrière | Total sur la carrière          | Total sur la carrière | 68          | 2           | 2           | 3               | 0               | 0               | 4                 | 1                 | 0                 | -         | -         | -         | 75    | 3     | 2     |

## Palmarès
| FC Metz :                        | Mali -20 ans (1) :                    |
| -------------------------------- | ------------------------------------- |
| - Ligue 2 - Vice-champion : 2023 | - CAN -20 ans (1) - Vainqueur en 2019 |